# Йылмаз, Атыф
Атыф Йылмаз Батыбеки (тур. Atıf Yılmaz Batıbeki; 9 декабря 1925, Мерсин — 5 мая 2006, Стамбул) — турецкий кинорежиссёр, сценарист и кинопродюсер. За свою творческую карьеру он снял 119 фильмов, создал 53 сценарии фильмов и был продюсером 28 кинокартин, начиная с 1951 года и является своеобразной легендой турецкой киноиндустрии.

## Детство
Атыф Йылмаз родился 9 декабря 1925 года в турецком городе Мерсин, в курдском семье, происходившей из Палу. После окончания школы в Мерсине, он поступает на юридический факультет Стамбульского университета. Но заинтересованность искусством преобладает, и он оставив юриспруденцию, вступает в стамбульской Академии искусств на факультет живописи. После окончания университета он некоторое работает в мастерской как художник. В дальнейшем живопись, как отмечал сам Атыф, помог ему в создании фильмов.

## Личная жизнь
Атыф Йылмаз трижды был женат. Первой женой была актриса Нурхан Нур. От этого брака у кинохудожника родилась дочь Кезбан Арджа (Батыбеки). После развода, его второй женой стала драматург Айше Шаса. Последний раз Атыф женился на Дениз Тюркали, дочери турецкого писателя, киносценариста и режиссера Ведата Тюркали.

## Кинокарьера
В начале своего творческого пути Атыф работал кинокритиком, выполняя некоторые зарисовки и сочиняя сценарии к фильмам для того, чтобы заработать себе на жизнь. После работы в двух кинокартинах, как помощник режиссера Семиха Эвина в 1950 году, он создаёт фильм Kanlı Feryat (Кровавый плач). В 1960 году он создал собственную кинокомпанию «Yerli Film» вместе с актером Орханом Гюншираем.
Среди важнейших фильмов в кинобиографии Атыфа можно выделить следующие:
- Hıçkırık;
- Alageyik;
- Suçlu;
- Seni Kaybedersem;
- Yaban Gülü;
- Keşanlı Ali Destanı;
- Taçsız Kral;
- Toprağın Kanı;
- Ölüm Tarlası;
- Utanç;
- Zavallılar;
- 1977 — Красная косынка / Selvi Boylum Al Yazmalım;
- Baskin;
- Adak;

Bir Yudum Sevgi;
- Adı Vasfiye;
- Berdel;
- Düş Gezginleri;
- Сентября Fırtınası;
- Mine.

Все фильмы режиссера несут определенный социальный смысл. Большинство из тем, поднимавшихся в кинофильмах, были табу в турецком обществе на момент их выхода на экраны. В частности фильмы «Шахта» (тур. Mine) и «Её зовут Васфие» (тур. Adı Vasfiye) где поднят революционные на то время темы сексуальности и общественная реакция на это.
Атыф Йылмаз, в отличие от других турецких кинопроизводителей, что по экономическим причинам приостанавливали свою деятельность, ни разу не делал перерыва в своей режиссерской карьере.
Также он сыграл важную роль в становлении таких известных турецких кинорежиссеров, как Халит Рефии, Йылмаз Гюней, Шериф Гёрен, Зеки Октен и Али Озгентюрк.
С 1991 года — почётный доктор университета Хаджеттепе.
Во время проведения в сентябре 2005 года кинофестиваля в Анталии его госпитализировали с жалобами на желудочно-кишечный тракт. Умер Атыф Йылмаз 5 мая 2006 года в Стамбуле.

## Награды
- 1959 год — лучший режиссер от Ассоциации журналистов турецкого кинофестиваля;
- 1965 год — лучший режиссер и фильм (вторая премия) за киноленту "Keşanlı Ali Destanı «на кинофестивале „Золотой апельсин“ в Анталии;
- 1972 год — лучший режиссер фильма „Zulüm“ на кинофестивале „Золотой апельсин“;
- 1976 год — лучший режиссер фильма „Deli Yusuf“ на кинофестивале „Золотой апельсин“;
- 1978 год — лучший режиссер фильма „Al Yazmalım“ на кинофестивале „Золотой апельсин“ ;
- 1984—1985 годы — лучший режиссер на кинофестивале „Золотой апельсин“ и премия за лучший турецкий фильм „Bir yudum sevgi“ на международном кинофестивале в Стамбуле, номинация на „Золотую премию“ Московского международного кинофестиваля за фильм „Mine“ ;
- 1986 год — самый лучший турецкий фильм года „Adı Vasfiye“ на международном фестивале в Стамбуле и лучший режиссер фильма Ааах Белинда на фестивале „Золотой апельсин“;
- 1991 год — почетная награда на международном кинофестивале в Стамбуле и за лучший фильм „Berdel“ на 10-м кинофестивале в Валенсии (этот же фильм получил візнаку 1992 года на фестивале в Адане»;
- 1996 год — почетная премия от кинофестиваля «Золотой апельсин».